# Piedramillera
Piedramillera ist ein nordspanisches Dorf und eine Gemeinde (municipio) mit 45 Einwohnern (Stand: 2024) im Süden der Autonomen Gemeinschaft Navarra.

## Lage und Klima
Piedramillera liegt gut 55 km (Fahrtstrecke) westsüdwestlich von Pamplona bzw. ca. 24 Kilometer nordöstlich von Logroño in einer Höhe von ca. 615 m. Das Klima ist gemäßigt bis warm; Regen fällt überwiegend im Winterhalbjahr.

## Bevölkerungsentwicklung
| Jahr      | 1970 | 1981 | 1991 | 2001 | 2011 | 2021 |
| Einwohner | 162  | 117  | 86   | 64   | 52   | 39   |

## Sehenswürdigkeiten

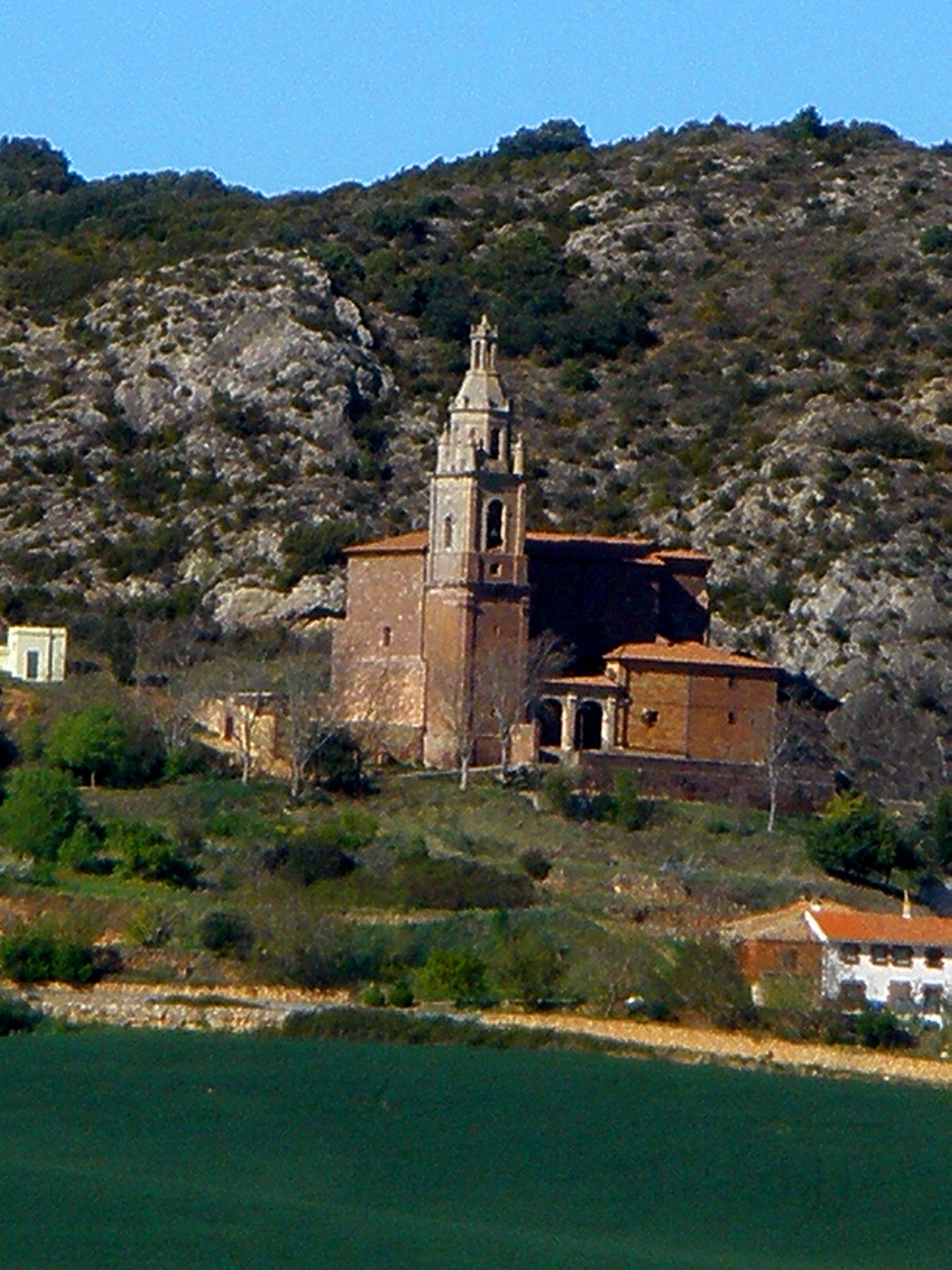
Marienkirche

- Marienkirche